# Cravity
I Cravity (크래비티?, KeuraebitiLR) sono un gruppo musicale sudcoreano formatosi a Seul nel 2020.
Il gruppo è composto da nove membri: Serim, Allen, Jungmo, Woobin, Wonjin, Minhee, Hyeongjun, Taeyoung e Seongmin. Hanno debuttato il 14 aprile 2020 con l'EP Season 1. Hideout: Remember Who We Are.

## Formazione
- Serim (세림) – leader, rap (2020-presente)
- Allen (알렌) – rap (2020-presente)
- Jungmo (정모) – voce (2020-presente)
- Woobin (우빈) – voce (2020-presente)
- Wonjin (원진) – voce (2020-presente)
- Minhee (민희) – voce (2020-presente)
- Hyeongjun (형준) – voce (2020-presente)
- Taeyoung (태영) – voce (2020-presente)
- Seongmin (성민) – voce (2020-presente)

## Discografia

### Album in studio
- 2021 – The Awakening: Written in the Stars
- 2022 – Liberty: In Our Cosmos

### EP
- 2020 – Season 1. Hideout: Remember Who We Are
- 2020 – Season 2. Hideout: The New Day We Step Into
- 2021 – Season 3. Hideout: Be Our Voice
- 2022 – New Wave
- 2023 – Master: Piece

## Videografia
- 2020 – Break All the Rules
- 2020 – Cloud 9
- 2020 – Flame
- 2021 – My Turn
- 2021 – Gas Pedal
- 2022 – Adrenaline
- 2022 – Party Rock
- 2023 – Groovy

## Riconoscimenti
- Soribada Award
  - 2020 – New Artist Award[2]